# 瀬里奈 (AV女優)
瀬里奈（せりな、1986年1月18日 - ）は、日本のAV女優。
東京都出身。血液型:A型。身長:158cm。スリーサイズ:B88(E)・W59・H86。

## 略歴・人物
2005年9月に『新星』でAVデビュー。
2006年6月の『Sex On The Beach 12』で引退。

## 出演作品

### アダルトビデオ
- 新星（2005年9月1日、MOODYZ）[2]
- コスプレ 7（2005年10月1日、MOODYZ）[2]
- オムニバス（2005年11月1日、MOODYZ）[2]
- ハイパーデジタルモザイク Vol.008（2005年12月1日、MOODYZ）[2]
- ドリームウーマン 56（2006年1月1日、MOODYZ）
- SEX革命 vol.7（2006年2月1日、MOODYZ）
- Sex On The Beach 12（2006年6月13日、MOODYZ）
- 瀬里奈 8時間（2006年8月1日、MOODYZ） ※総集編